# Cantó de Guérigny
El cantó de Guérigny és un cantó francès del departament del Nièvre, situat al districte de Nevers. Té 8 municipis i el cap és Guérigny.

## Municipis
- Balleray
- Guérigny
- Nolay
- Ourouër
- Poiseux
- Saint-Martin-d'Heuille
- Urzy
- Varennes-Vauzelles

## Història
| Data d'elecció                           | Identitat        | Partit | Qualitat |
| ---------------------------------------- | ---------------- | ------ | -------- |
| 1973-1976                                | Henri Marsaudon  | PCF    |          |
| 1976-1988                                | Camille Martin   | PS     |          |
| 1988-1991                                | Henri Marsaudon  | PCF    |          |
| 1991-2001                                | André Périnaud   | PCF    |          |
| 2001-                                    | Pascal Reuillard | PCF    |          |
| les dades anteriors no són pas conegudes |                  |        |          |
|                                          |                  |        |          |

## Demografia
| A partir de 1990: Població sense dobles comptes |